# 1823

## Esdeveniments
- 28 de gener, Xile: Bernardo O'Higgins abdica del càrrec de director suprem del país.
- Fi del Primer Imperi Mexicà.
- Simón Bolívar nou líder del Perú.
- Francisco de Goya y Lucientes pinta Saturn devorant un fill
- Restauració absolutista a Espanya
- Inundació de Sevilla per la riuada del Guadalquivir. [cal citació]
- Invenció del rugbi. [cal citació]
- Don Juan, de Lord Byron i Quentin Durward de Walter Scott.

## Naixements
Països Catalans
- 12 de gener, Camprodon: Domènec Buxeda i Crehuet, industrial tèxtil català.
- Barcelona: Jeroni Faraudo i Condeminas, professor dAnatomia artística.

Resta del món
- 1 de gener: Sándor Petőfi, poeta de llengua hongaresa
- 8 de gener: Alfred Russel Wallace, geògraf, botànic i naturalista gal·lès conegut per haver arribat al concepte de selecció natural contemporàniament i independentment de Charles Robert Darwin
- 27 de gener, Lilla (França): Édouard Lalo, compositor francès (m. 1892)
- 15 de febrer, Hefei, Anhui (Xina): Li Hongzhang, militar, polític i diplomàtic xinès. (m. 1901).[1]
- 23 d'abril: Abdülmecit I, soldà otomà
- 6 de juliol, Kalmar: Sophie Adlersparre, activista sueca pels drets de les dones (m. 1895).[2]
- 30 de juliol, Nantes: Charles Lory, geòleg
- 3 d'agost, Madrid (Espanya): Francisco Barbieri, compositor i musicòleg espanyol (m. 1894).[3]
- 11 d'agost, Hampshire, Anglaterra: Charlotte Yonge, novel·lista anglesa.[4]
- 9 de setembre: Joseph Leidy, paleontòleg estatunidenc
- 29 de setembre - Jixi, Huizhou (Xina): Hu Xueyan, empresari i banquer xinès (m. 1885).
- 12 de desembre, Almendralejo: Carolina Coronado: escriptora romàntica espanyola.[5]

- Varsòvia: Maurycy Karasowski, compositor i musicòleg polonès del Romanticisme.

## Necrològiques
Països Catalans
Resta del món
- 26 de gener, Berkeley (Anglaterra): Edward Jenner, metge.anglès que va desenvolupar la vacuna de la verola.
- 7 de febrer, Londres: Ann Radcliffe, novel·lista britànica, pionera de la novel·la gòtica (n. 1764).[6]
- 8 de juliol, Edimburg, Escòcia: Henry Raeburn, pintor escocès especialitzat en retrats de personatges (n. 1756).[7]
- 22 d'agost, Solothurn, Suïssa: Johann Kyburz, orguener suís.
- 11 de setembre, Londres (Anglaterra): David Ricardo, economista anglès del corrent de pensament clàssic (n. 1772).[8]
- 7 de novembre, Madrid, Espanya: Rafael del Riego, militar espanyol, el qual va promoure l'aixecament que va portar al Trienni Liberal.